# August Eklöf
Fredrik August Eklöf, född 9 november 1837 i Ekenäs, död 13 december 1912 i Borgå, var en finländsk industriman. 
Eklöf grundade 1864 en importaffär i Borgå och blev sedan företagare i trävarubranschen, vilket han kombinerade med förvärv av stora arealer skogsmark. Han ombildade 1910 företaget till ett aktiebolag, som fick överta bland annat sex sågverk, Tolkis cellulosafabrik och omkring 20 000 hektar jord. Han tilldelades kommerseråds titel 1895. 
Eklöf, som var en central gestalt inom samhällslivet i Borgå, efterträddes i företagets ledning av sin son Birger Eklöf (1888–1967), som var dess verkställande direktör 1919–1962. Aktiestocken inköptes 1964 av Oy Tampella Ab, varefter Borgå cellulosafabrik i Tolkis och Borgå såg övergick i Tampellas ägo, medan Oy Fiskars Ab övertog Haikko ramlistfabrik och Borgå mekaniska verkstad. Vid sin upplösning hade Oy Aug. Eklöf Ab omkring 1 000 anställda och jordegendomar på sammanlagt drygt 2 000 hektar. Släkten Eklöf innehade förlagsrätten till lokaltidningen Borgåbladet fram till 1989.